# ジョン・クレナー
ジョン・クレナー (John Klenner、1899年2月24日–1955年8月13日）はドイツ生まれのアメリカ人ピアニスト、作曲家。 彼は、クラシックとポップスの両方の作曲をした。もっとも有名な曲は、1931年に作曲し、ジャズスタンダードになった「ジャスト・フレンズ (Just Friends)」（Sam M.Lewis作詞）。

## 注記
1. ↑  Jasen, David A. (1988). Tin Pan Alley: The Composers, the Songs, the Performers and Their Times: The Golden Age of American Popular Music from 1886 to 1956. D.I. Fine. p. 131. ISBN 978-1-55611-099-3
2. ↑  Wilson, Jeremy. “John Klenner Biography”. JazzBiographies.com. 2013年10月23日閲覧。